# Пальмовая белка
Пальмовая белка (Funambulus palmarum) — грызун из семейства беличьих. Природный ареал данного вида охватывает почти весь полуостров Индостан и остров Цейлон. Она обитает как в густых влажных тропических лесах, так и в открытых пальмовых рощах. Была случайно завезена в Австралию и Израиль.

## Описание
Пальмовая белка в среднем размером с большого бурундука, с пушистым хвостом немного короче длины тела. Окрас шерсти на спине серо-коричневый с тремя заметными белыми полосками, которые идут от головы до хвоста, ещё две полоски идут от передних лап к задним. Шерсть на животе молочно-белого цвета, хвост покрыт длинной чёрной и белой шерстью. Уши небольшие, треугольной формы. Окрас молодых белок значительно светлее, но с возрастом шерсть темнеет. Редко бывают случаи альбинизма.

## Жизненный цикл
Беременность длится 34 дня; детёныши рождаются в травяных гнёздах в течение осени. Обычно в помёте рождаются 2-3 детёныша. Белки становятся самостоятельными после 10 недель, половой зрелости достигают к 9 месяцам. Взрослая особь весит около 100 грамм.

## Питание
Пальмовая белка питается семенами деревьев, орехами, каштанами, желудями, фруктами, ягодами, грибами, почками и побегами лесных деревьев и кустарников. В ряде районов Индии отмечен немалый вред, наносимый плантациям кофе.

## Поведение
У пальмовых белок громкий голос, звук, который они издают при опасности, напоминает звук «чип-чип-чип». Часто проживают вблизи жилища человека, поддаются приручению. Активность животных возрастает в брачный период. Охраняют свой участок от птиц и других белок.

## Значение в индуизме
Белки являются почитаемыми животными в индуизме, им нельзя причинять вред. Многие индуистские семьи прикармливают белок в знак почтения к богу Раме.
Существует легенда, объясняющая наличие полосок на шкурке зверька: когда Рама со своей армией обезьян строил Адамов Мост в Рамешвараме, пальмовая белка ему помогала, перенося песок с побережья на своей шкурке. Рама, восхищённый преданностью белки, погладил её, и с тех пор на шкурке видны отпечатки его пальцев .